# آسی، ان
آسی (به فرانسوی: Acy) یک کمون در فرانسه است که در پیکاردی واقع شده‌است.

## خصوصیات
آسی ۱۱٫۶۷ کیلومترمربع مساحت و ۹۵۹ نفر جمعیت دارد و ۱۶۰ متر بالاتر از سطح دریا واقع شده‌است.

## نگارخانه

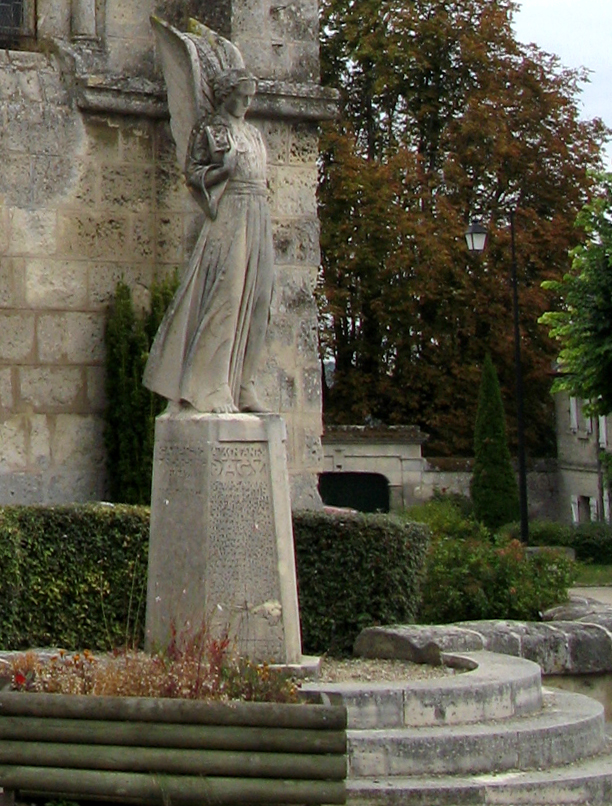
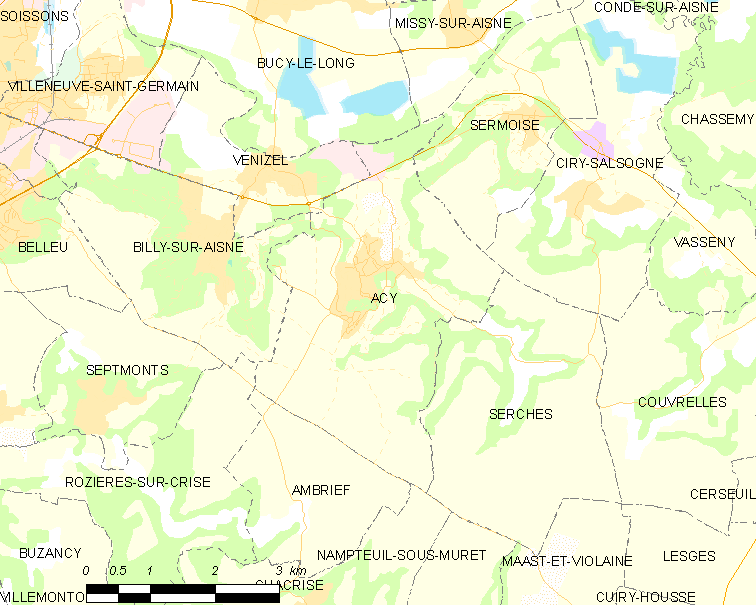